# Alfred S. Wolf
Alfred S. Wolf ist ein deutscher Gynäkologe.
Alfred S. Wolf studierte von 1963 bis 1969 Medizin. Seit 1975 ist er Facharzt für Frauenheilkunde und Geburtshilfe. Die Habilitation erfolgte 1979 mit der Arbeit Steroidstoffwechsel der durchströmten menschlichen Placenta. 1985 wurde Wolf außerplanmäßiger Professor an der Universität Ulm. Bis 1989 leitete er als Oberarzt die Universitäts-Frauenklinik, anschließend bis 1993 als Chefarzt die Frauenklinik am Kreiskrankenhaus Böblingen. Von 1993 bis 2008 leitete er die gynäkologische Gemeinschaftspraxis in Ulm, die sich auf gynäkologische Endokrinologie und Reproduktionsmedizin spezialisiert hatte. Wolf war lange Vorsitzender der Arbeitsgemeinschaft Kinder- und Jugendgynäkologie innerhalb der Deutschen Gesellschaft für Gynäkologie und Geburtshilfe.

## Schriften
- mit H. P. G. Schneider (Hrsg.): Östrogene in Diagnostik und Therapie. Springer, Berlin u. a. 1990, ISBN 3-540-51745-6.
- mit Judith Esser Mittag (Hrsg.): Kinder- und Jugendgynäkologie. Atlas und Leitfaden für die Praxis. Schattauer, Stuttgart 1996, ISBN 3-7945-1558-7. 2. Auflage 2002.
spanische Ausgabe: Ginecología pediátrica y juvenil. Atlas y guía para la consulta. Edisma, Madrid 2000.

| Personendaten    | Personendaten        |
| ---------------- | -------------------- |
| NAME             | Wolf, Alfred S.      |
| KURZBESCHREIBUNG | deutscher Gynäkologe |
| GEBURTSDATUM     | 20. Jahrhundert      |